# Chiesa cattolica in Libano
La Chiesa cattolica in Libano è parte della Chiesa cattolica universale in comunione con il vescovo di Roma, il papa. Essa costituisce una delle più importanti chiese cattoliche del Vicino Oriente.  Il «Paese dei cedri» è l'unico nella regione in cui i cattolici giocano un ruolo attivo nella politica nazionale. Oltre al Presidente della repubblica (che, per Costituzione, deve essere un cattolico maronita), siedono al Parlamento 44 deputati cattolici su un totale di 128 seggi. I cattolici sono ben rappresentati anche nel governo e nella funzione pubblica.

Fino agli anni settanta i cattolici erano anche la componente maggioritaria della popolazione. Ancora oggi rappresentano il 53% del totale dei libanesi.

## Storia recente
Nel paese coesistono da secoli comunità musulmane e cristiane. La convivenza fu sancita da un patto nel 1943, che creò una democrazia basata sulle comunità confessionali. Il paese divenne un esempio di felice convivenza religiosa ed etnica. Che però durò pochi decenni.

Le comunità più consistenti, quella cristiana e quella islamica, furono sconvolte dalla lunga guerra civile che imperversò tra il 1975 ed il 1990. La geografia religiosa della capitale Beirut venne ridisegnata: i 65.000 musulmani sciiti abbandonarono i loro quartieri, Nabaa e Chout; dalle regioni interne, al contrario, affluirono nella capitale i maroniti ed i drusi, per un totale di 80.000 persone. Beirut ovest venne progressivamente abbandonata dai cristiani. Successivamente la gran parte delle chiese venne distrutta. Un esodo di massa vide fuggire decine di migliaia di civili, tra cristiani, drusi e sunniti. Anche i luoghi di culto dei villaggi evacuati furono attaccati e distrutti.
Non bastassero gli sconvolgimenti interni, durante questo periodo, decine di migliaia di profughi palestinesi entrarono nel paese. Al termine della guerra civile i cristiani, da maggioranza, si scoprirono minoranza.
Oggi i musulmani hanno chiesto di rivedere l'accordo del 1943. Per i cristiani c'è il pericolo di passare dallo status di comunità di pieni diritti, ad uno status di minoranza.

Nel 1995 si è tenuta un'Assemblea speciale dei vescovi per il Libano, convocata da papa Giovanni Paolo II a Roma.
Dal 1954 la Santa Sede ha una propria sede vescovile per i fedeli di rito latino in Libano, il Vicariato apostolico di Beirut.
Oltre alla Chiesa latina, in Libano sono presenti cinque Chiese cattoliche sui iuris. Ciascuna di esse è caratterizzata da un rito liturgico diverso. Tra questi, il principale in Libano è il rito siro-antiocheno. I cattolici di rito antiocheno formano due gruppi distinti: i maroniti ed i siro-cattolici. Entrambe le chiese hanno la loro sede patriarcale in Libano.

## Organizzazione ecclesiastica

### Chiesa latina
- Vicariato apostolico di Beirut

### Chiesa di rito siro-antiocheno

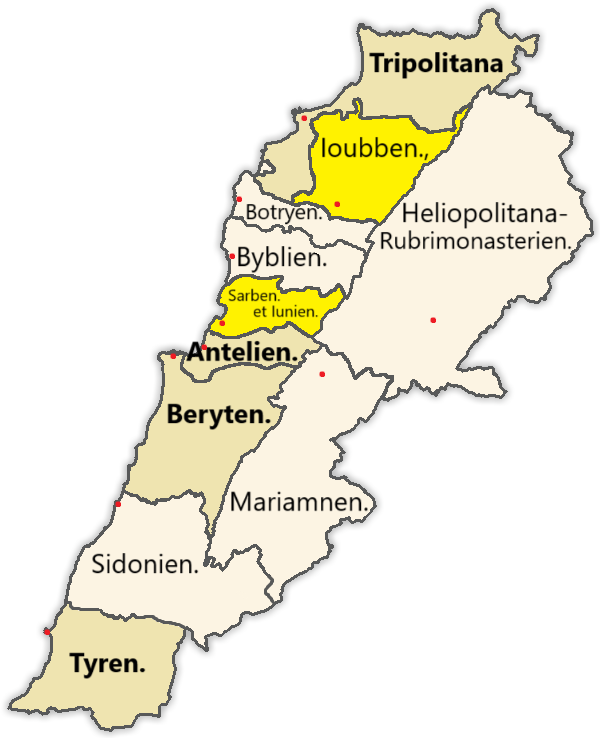
Mappa delle eparchie maronite del Libano.

La Chiesa maronita è sempre stata soggetta al papa. 

La Chiesa cattolica sira si è formata nel 1783, quando un gruppo di cristiani siriaci ha deciso di ritornare in comunione con Roma.
| Chiesa                | Sedi                     | Diocesi suffraganee                                                |
| Chiesa maronita       | Patriarcato di Antiochia | [ 2 ]                                                              |
|                       |                          | Arcieparchia di Antélias                                           |
|                       |                          | Arcieparchia di Beirut                                             |
|                       |                          | Arcieparchia di Tripoli                                            |
|                       |                          | Arcieparchia di Tiro                                               |
|                       |                          | Eparchia di Baalbek-Deir El-Ahmar                                  |
|                       |                          | Eparchia di Batrun                                                 |
|                       |                          | Eparchia di Jbeil                                                  |
|                       |                          | Eparchia di Joubbé, Sarba e Jounieh (sede propria del patriarcato) |
|                       |                          | Eparchia di Sidone                                                 |
|                       |                          | Eparchia di Zahleh                                                 |
| Chiesa cattolica sira | Patriarcato di Antiochia | Eparchia di Beirut (sede propria del patriarcato)                  |

### Altre chiese sui iuris
Le Chiese di rito bizantino, caldeo e armeno non sono originarie dell'area siro-libanese ed hanno la loro sede patriarcale fuori dal Libano.
| Rito                    | Sedi                              | Diocesi suffraganee                                   |
| Rito bizantino          |                                   |                                                       |
| Chiesa greco-melchita   | Arcieparchia di Baalbek           |                                                       |
|                         | Arcieparchia di Beirut e Jbeil    |                                                       |
|                         | Arcieparchia di Tiro dei Melchiti |                                                       |
|                         |                                   | Arcieparchia di Baniyas                               |
|                         |                                   | Arcieparchia di Saïda                                 |
|                         |                                   | Arcieparcha di Tripoli                                |
|                         | Arcieparchia di Zahleh e Furzol   |                                                       |
| Rito caldeo             |                                   |                                                       |
| Chiesa cattolica caldea | Eparchia di Beirut                |                                                       |
| Rito armeno             |                                   |                                                       |
| Chiesa armeno-cattolica | Patriarcato di Cilicia            | Arcieparchia di Beirut (sede propria del patriarcato) |
|                         |                                   | Eparchia di Kamichlié                                 |

## Demografia
Distribuzione delle diverse comunità cattoliche in Libano
| Chiesa                          | Anno 1932      | Anno 2008        |
| ------------------------------- | -------------- | ---------------- |
| Chiesa maronita                 | 226 378 fedeli | 905 512 fedeli   |
| Chiesa cattolica greco-melchita | 46 000 fedeli  | 184 000 fedeli   |
| Chiesa armeno-cattolica         | 9 000 fedeli   | 36 000 fedeli    |
| Chiesa cattolica sira           | 7 000 fedeli   | 28 000 fedeli    |
| Chiesa latina                   | 1 000 fedeli   | 4 000 fedeli     |
| Chiesa cattolica caldea         | 1 000 fedeli   | 4 000 fedeli     |
| Totale dei cattolici            | 297 378 fedeli | 1 161 512 fedeli |

## Statistiche
In occasione del viaggio in Libano di papa Benedetto XVI nel settembre 2012, la Santa Sede ha pubblicato alcuni dati statistici della Chiesa cattolica nel Paese, riferiti al 31 dicembre 2011, riassunti nella seguente tabella:
| anno | popolazione | popolazione | popolazione | presbiteri | presbiteri | presbiteri | presbiteri                | diaconi | religiosi | religiosi | parrocchie |
| anno | battezzati  | totale      | %           | numero     | secolari   | regolari   | battezzati per presbitero | diaconi | uomini    | donne     | parrocchie |
| ---- | ----------- | ----------- | ----------- | ---------- | ---------- | ---------- | ------------------------- | ------- | --------- | --------- | ---------- |
| 2011 | 2.148.000   | 4.039.000   | 53,18       | 1.543      | 840        | 703        | 1.392                     | 33      | 850       | 2.650     | 1.126      |

## Nunziatura apostolica
La nunziatura apostolica in Libano è stata istituita il 21 marzo 1947 con il breve Ad christifidelium salutem di papa Pio XII.

### Nunzi apostolici
- Alcide Giuseppe Marina, C.M. † (22 marzo 1947 - 18 settembre 1950 deceduto)
- Giuseppe Beltrami † (4 ottobre 1950 - 31 gennaio 1959 nominato internunzio apostolico in Paesi Bassi)
- Paolo Bertoli † (15 aprile 1959 - 16 aprile 1960 nominato nunzio apostolico in Francia)
- Egano Righi-Lambertini † (9 luglio 1960 - 12 settembre 1963 nominato nunzio apostolico in Cile)
- Gaetano Alibrandi † (9 dicembre 1963 - 19 aprile 1969 nominato nunzio apostolico in Irlanda)
- Alfredo Bruniera † (23 aprile 1969 - 6 novembre 1978 nominato vicepresidente del Pontificio consiglio "Cor Unum")
- Carlo Furno † (25 novembre 1978 - 21 agosto 1982 nominato nunzio apostolico in Brasile)
- Luciano Angeloni † (21 agosto 1982 - 31 luglio 1989 nominato nunzio apostolico in Portogallo)
- Pablo Puente Buces † (31 luglio 1989 - 31 luglio 1997 nominato nunzio apostolico in Gran Bretagna)
- Antonio Maria Vegliò (2 ottobre 1997 - 11 aprile 2001 nominato segretario della Congregazione per le Chiese Orientali)
- Luigi Gatti (28 giugno 2001 - 16 luglio 2009 nominato nunzio apostolico in Grecia)
- Gabriele Giordano Caccia (16 luglio 2009 - 12 settembre 2017 nominato nunzio apostolico nelle Filippine)
- Joseph Spiteri (7 marzo 2018 - 7 luglio 2022 nominato nunzio apostolico in Messico)
- Paolo Borgia, dal 24 settembre 2022

## Assemblea degli ordinari
Elenco dei presidenti dell'Assemblea dei patriarchi e dei vescovi cattolici nel Libano:
- Cardinale Paul Pierre Méouchi (1970 - 11 gennaio 1975)
- Cardinale Antoine Pierre Khoraiche (25 novembre 1975 - 1985)
- Vescovo Ibrahim Hélou (1985 - 7 maggio 1986)
- Cardinale Nasrallah Pierre Sfeir (7 maggio 1986 - 26 febbraio 2011)
- Cardinale Béchara Boutros Raï, dal 25 marzo 2011

## Istituti religiosi libanesi
Elenco degli istituti religiosi che hanno la Casa madre in Libano:
- Congregazione dei Missionari Libanesi
- Congregazione dei Sacri Cuori di Gesù e di Maria
- Francescane della Croce del Libano
- Istituto del Clero Patriarcale di Bzommar
- Monache Maronite
- Ordine Antoniano Maronita
- Ordine Basiliano Aleppino dei Melchiti
- Ordine Basiliano del Santissimo Salvatore dei Melchiti
- Ordine Basiliano di San Giovanni Battista
- Ordine Libanese Maronita
- Ordine Maronita Mariamita
- Religiose Antoniane Maronite
- Religiose Libanesi Maronite
- Suore Basiliane Aleppine
- Suore Basiliane Soarite
- Suore Salvatoriane dell'Annunciazione